# Лучук Тарас Володимирович
Тарас Лучук (нар. 1962 р.) — літературознавець, перекладач, поет, теоретик літературного ар'єрґарду, член Українського ПЕН. Лавреат премії імені Максима Рильського за 2020 рік. Викладач Львівського національного університету ім. І. Франка
Народився у Львові.

## Освіта та кар'єра
- 1985 р. — закінчив факультет іноземних мов Львівського державного університету ім. Івана Франка за спеціальністю «класична філологія».
- 1989 р. — закінчив аспірантуру Інституту літератури ім. Тараса Шевченка АН УРСР за спеціальністю «німецька література». Захистив дисертацію на здобуття наукового ступеня кандидата філологічних наук на тему: «Східноєвропейські корені творчості Йоганнеса Бобровського».
- 1990—2006 — науковий працівник відділу української літератури Інституту українознавства ім. Івана Крип'якевича НАН України (до 1993 — відділ літератури Інституту суспільних наук АН УРСР/України).
- 1994—2006 — доцент (з 2003 завідувач кафедри класичних мов) Львівської Богословської Академії (з 2002 — Український католицький університет).
- З 2002 (дотепер) — доцент кафедри теорії літератури та порівняльного літературознавства Львівського національного університету ім. Івана Франка.

## Наукова діяльність
Двічі (1991, 2016) був стипендіатом Австрійської служби академічних обмінів.
2006 — стипендіат Програми академічних обмінів ім. Фулбрайта.
З 1990 року — член Наукового товариства ім. Шевченка.
З 1998 року — член Асоціації українських письменників.
- Опублікував понад 100 наукових статей з теорії літератури, класичної філології, ґерманістики, сорабістики, перекладознавства, україністики.
- Перекладає з давньогрецької, латинської, німецької та російської мов.
- Переклав діалоги Платона та логічні трактати Арістотеля, «Записки про Галльську війну» Ґая Юлія Цезаря та «Байдики» Ґая Валерія Катулла, роман «Еліксири від лукавого» Ернста Теодора Амадея Гофмана, вірші Велимира Хлєбнікова й Осипа Мандельштама.
- Написав спогади про Соломію Павличко та Юрія Шевельова.
- Автор збірки віршів і поетичних перекладів «Щодня крім сьогодні» (Львів, 2002).

## Нагороди
- 2020 р. — отримав Літературну премію ім. Романа Гамади.
- 2020 р. — лауреат Львівської обласної премії ім. Михайла Возняка.
- 2021 р. — отримав Премію КМУ ім. Максима Рильського[3].

### Книжкові видання
- Щодня крім сьогодні: Вірші й переклади. Львів: Вид-во НУ «Львівська політехніка», 2002.
- Catullus versus Sappho: Переклад поза контекстом ґендерної лінґвістики. Львів: Літопис, 2005.
- Перші поетеси: Кодекс давньогрецької жіночої поезії / Упоряд., перекл. з давньогр., передмова й коментарі. Львів: Астролябія, 2019.
- Ґай Валерій Катулл. Повне зібрання творів: Байдики, поеми, елегії та епіграми / Упоряд., перекл. з латини, передмова й коментарі. Львів: Астролябія, 2021.

### Вибрані переклади
- Грубер, Йона. Слово — це ти: Афоризми / Перекл. з нім. // Грубер, Йона. Поезії. Київ: Дніпро, 1989. С. 74–82.
- Платон. Евтифрон / Перекл. з давньогр. // Платон. Діалоги. Київ: Основи, 1995. С. 54–68.
- Марціал. Епіграми / Перекл. з лат. // Давня римська поезія в українських перекладах і переспівах: Хрестоматія. Львів: Світ, 2000. С. 248—249.
- Сенека (Луцій Анней Сенека). Федра: Трагедія / Перекл. з лат. Юрія Мушака за ред. Тараса Лучука // Римська драма. Київ: Грамота, 2008. С. 179—218.
- Сапфо. Вибрані пісні та фраґменти / Перекл. з давньогр. // Сапфо. Пісні з Лесбосу. Львів: Піраміда, 2012. С. 115—120.
- Алкей. Вибрані фраґменти / Перекл. з давньогр. // Алкей. Пісні застольні і повстанські. Львів: Піраміда, 2013. С. 114—119.
- Фрідріх Шіллер. Духовидець / Перекл. з нім. Львів: Астролябія, 2021. 192 с. ISBN 978-617-664-239-8.

### Вибрані наукові публікації
- Українська еміґраційна література другої половини ХХ ст.: проблема двомовності // Український вимір. Ніжин, 2007. Вип. 6. С. 137—138.

- Гомілетика й герменевтика: Арістотель у давній українській літературі // Вісник Львівського університету. Серія філологічна. Львів, 2008. Вип. 44, част. 1. С. 41–53.

- Якби Христос у Лужиці з'явивсь: Пам'яті Юрія Брєзана // Питання сорабістики. Львів, 2009. Вип. 6. С. 30–38.
- Гермес над криницею, або Українська античність // Іноземна філологія. Львів, 2010. Вип. 122. С. 339—344.
- Білінґвізм чи квазібілінґвізм Юрія Луцького? // Україна і світ: прагнення змін. Київ: Дух і Літера, 2010. С. 195—207.
- Поетичні графіті на статуї Аменготепа ІІІ // Україна: культурна спадщина, національна свідомість, державність. Львів, 2012. Вип. 21. С. 511—524.
- Непомічений перекладач Сапфо: Михайло Соневицький // Наукові записки Національного університету «Острозька академія». Острог, 2013. Вип. 21. С. 46–54.
- Ранньовізантійський постмодернізм: «Гомерокентрон» Евдокії Авґусти // Вісник Львівського університету. Серія філологічна. Львів, 2014. Вип. 60, част. 2. С. 17–37.
- «Антициклон» Назара Гончара та його старохристиянські паралелі // Парадигма. Львів, 2014. Вип. 8. С. 281—298.
- Остап Луцький — перекладач давньогрецької поезії // Муза і чин Остапа Луцького / Упоряд. Василь Деревінський та ін. Київ: Смолоскип, 2016. С. 649—706.